# Tibouchina alpestris
Tibouchina alpestris är en tvåhjärtbladig växtart som beskrevs av Célestin Alfred Cogniaux. Tibouchina alpestris ingår i släktet Tibouchina och familjen Melastomataceae. Inga underarter finns listade i Catalogue of Life.